# إدواردو غوردون
إدواردو غوردون (بالإسبانية: Eduardo Gordon)‏ هو لاعب كرة سلة أوروغوياني. مثّل منتخب بلاده. شارك في دورة الألعاب الأولمبية الصيفية سنة 1948.

## روابط خارجية
- إدواردو غوردون على موقع سبورتس رفرنس (الإنجليزية)
- إدواردو غوردون على موقع أوليمبيديا (الإنجليزية)